# Niesten (cràter marcià)
Niesten és un cràter d’impacte a Mart, situat al quadrangle Iapygia a 28,3° S de latitud i 302,3 °O de longitud. Mesura 115 quilòmetres de diàmetre i va rebre el nom de l’astrònom belga Louis Niesten. El nom va ser aprovat pel Grup de Treball per a la Nomenclatura del Sistema Planetari de la Unió Astronòmica Internacional (UAI) el 1973.